# 링 (1927년 영화)
링(The Ring)은 영국에서 제작된 알프레드 히치콕 감독의 1927년 드라마, 멜로/로맨스, 스릴러 영화이다. 칼 브리손 등이 주연으로 출연하였고 존 맥스웰 등이 제작에 참여하였다.

## 출연

### 주연
- 칼 브리손
- 릴리언 홀-데이비스
- 고든 하커

### 조연
- 톰 헬모어
- 이안 헌터
- 포레스터 하비
- 해리 테리
- 빌리 웰스

## 제작진
- 각색: 알마 레빌